# Basílica de Guadalupe (Monterrey)
La Basílica de Guadalupe, Basílica de Nuestra Señora de Guadalupe o Santuario de Nuestra Señora de Guadalupe es una edificación religiosa católica localizada en la Colonia Independencia (Monterrey), en el área metropolitana de Monterrey, Nuevo León. Se inauguró el 11 de diciembre de 1982, y es el epicentro de la devoción guadalupana en esta ciudad.

## Galería

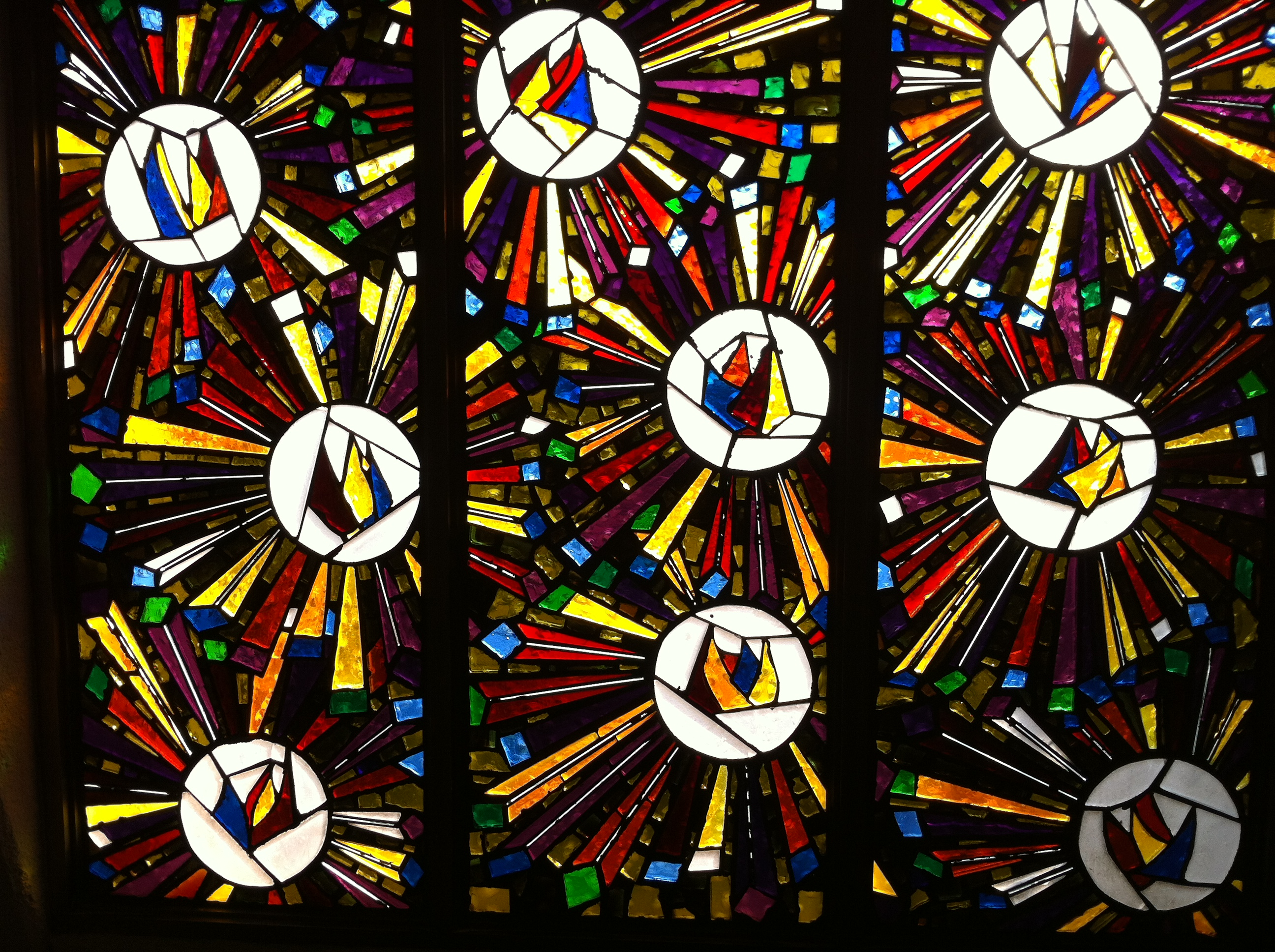
Vitrales de la Basilica de Guadalupe
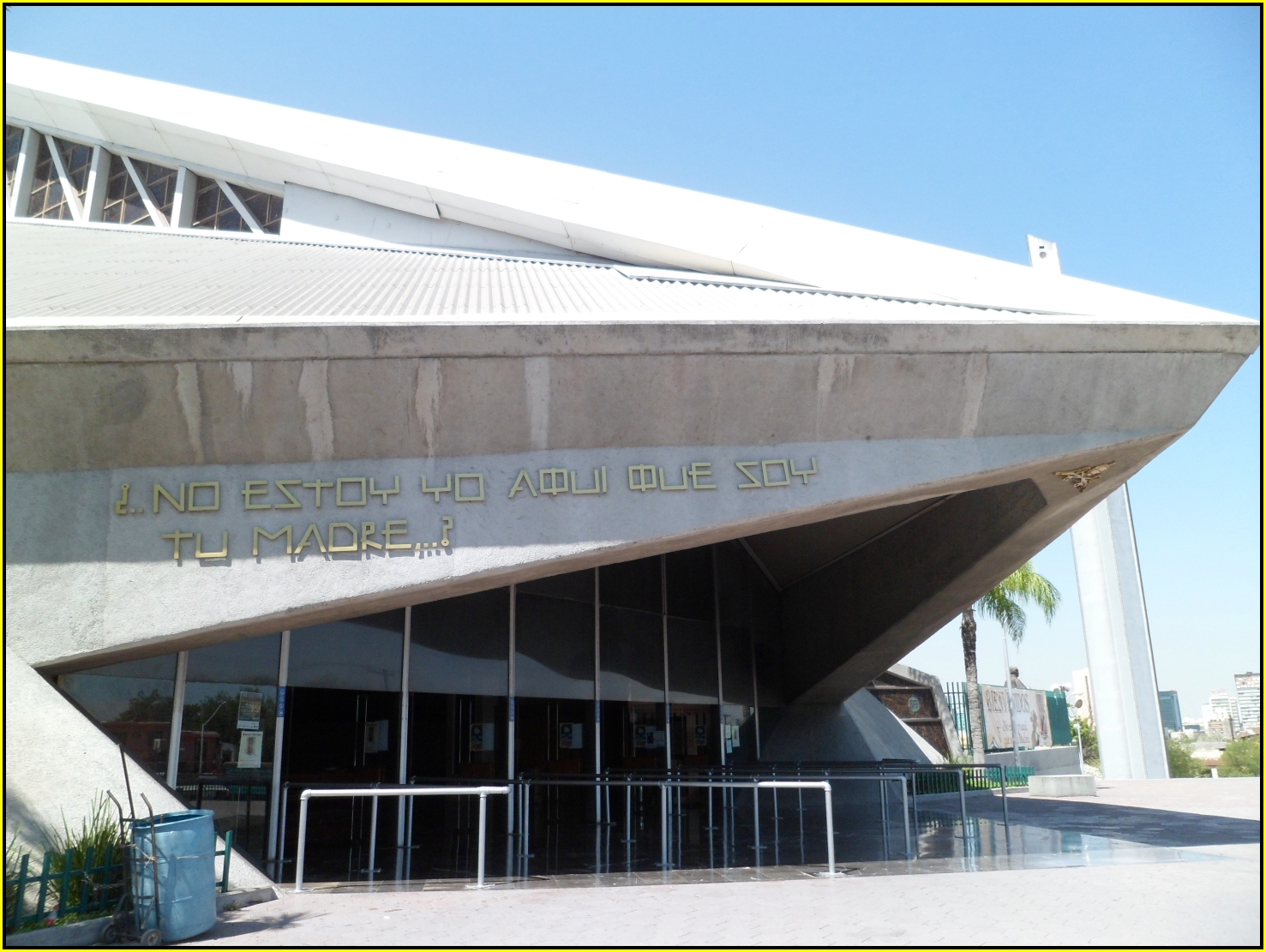
Leyenda del dintel de la puerta de la Basílica de Guadalupe
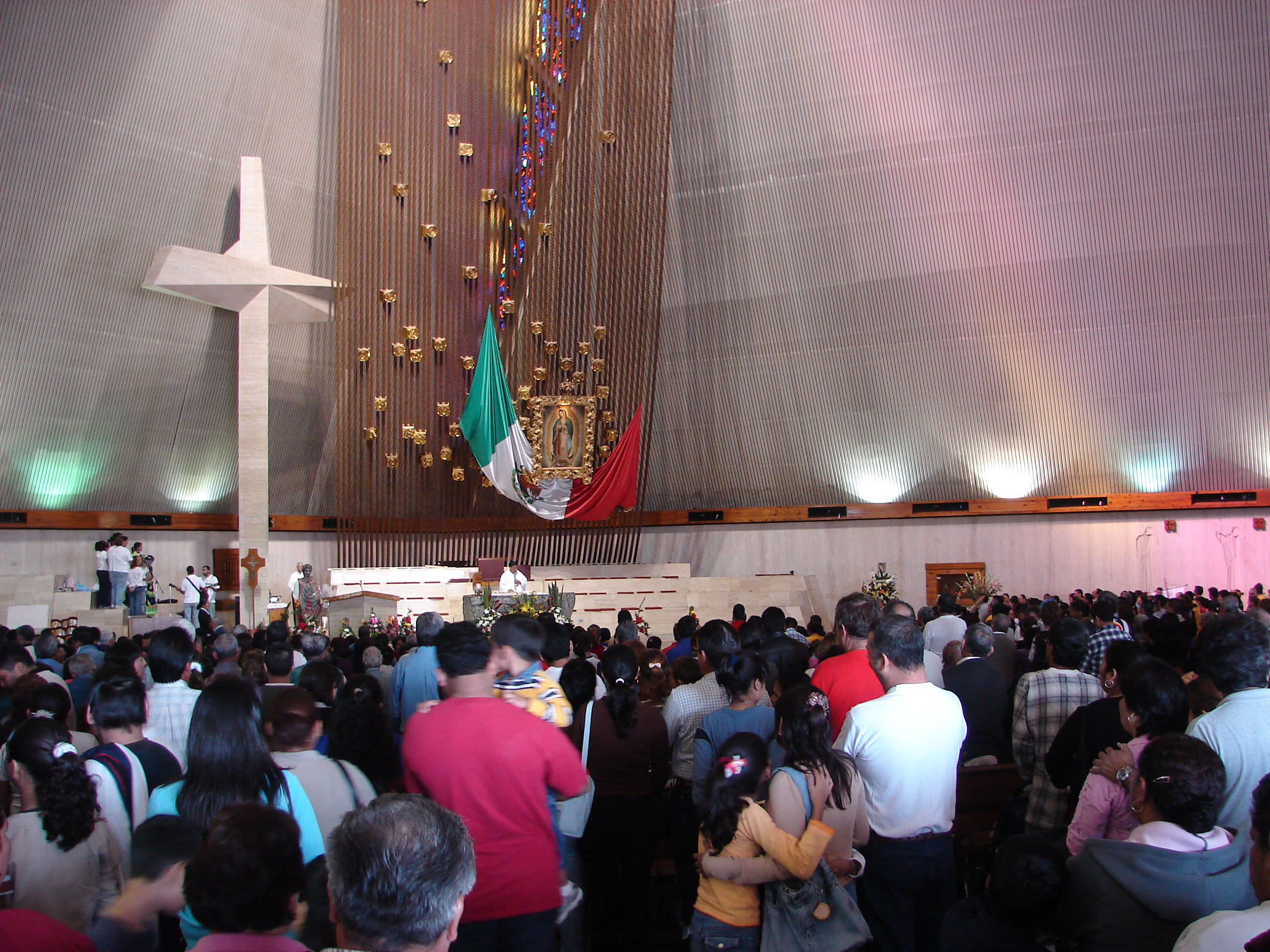
Interior de la Basilica de Guadalupe
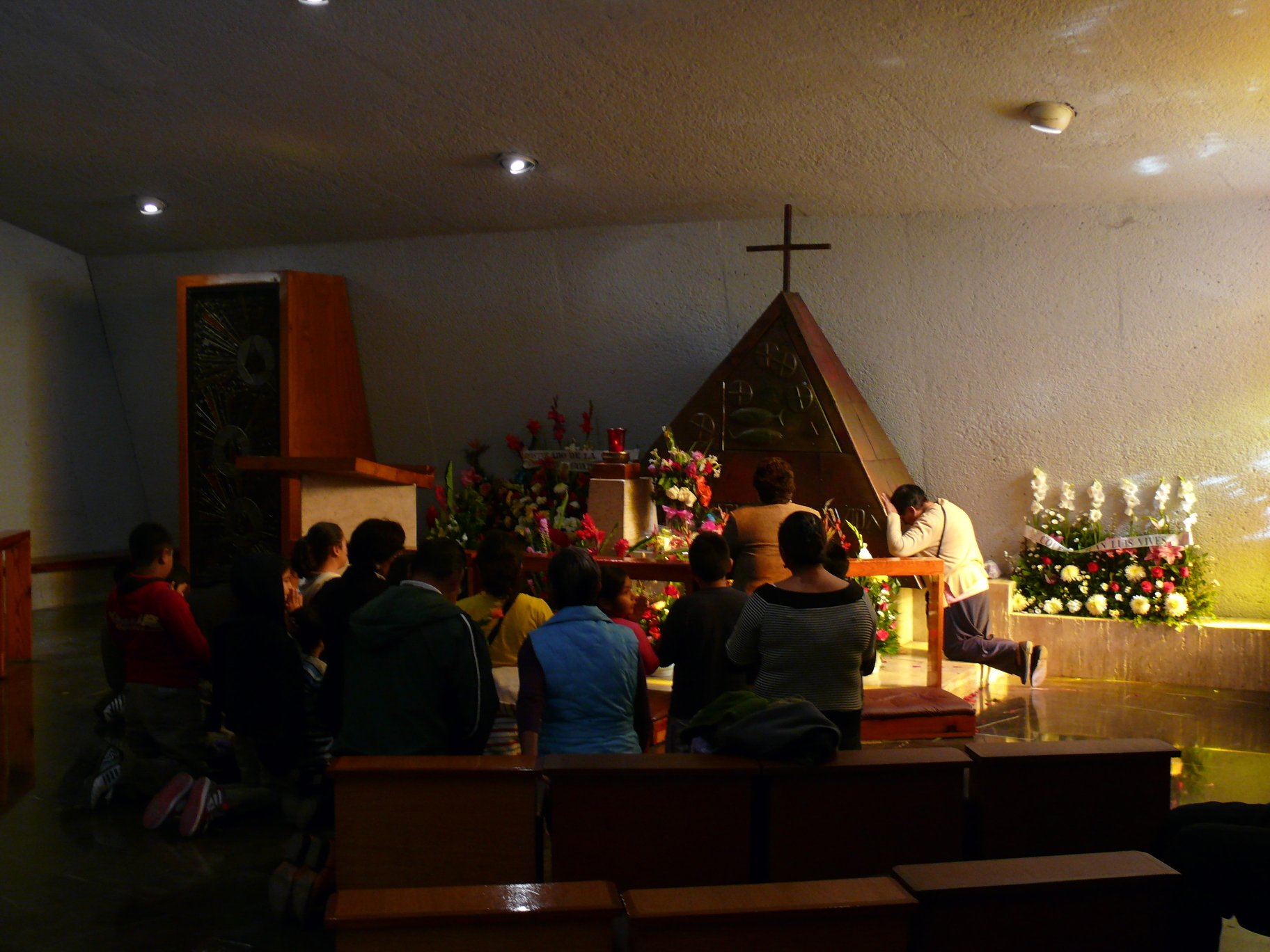
Sagrario de la Basilica de Guadalupe

## Historia